# Ур-Забаба
Ур-Забаба — цар (лугаль) Кіша. Його правління припадало приблизно на кінець XXIV століття до н. е. За часів свого правління зазнав поразки від південношумерського царя Лугальзагесі.